# Groot Schuylenburg

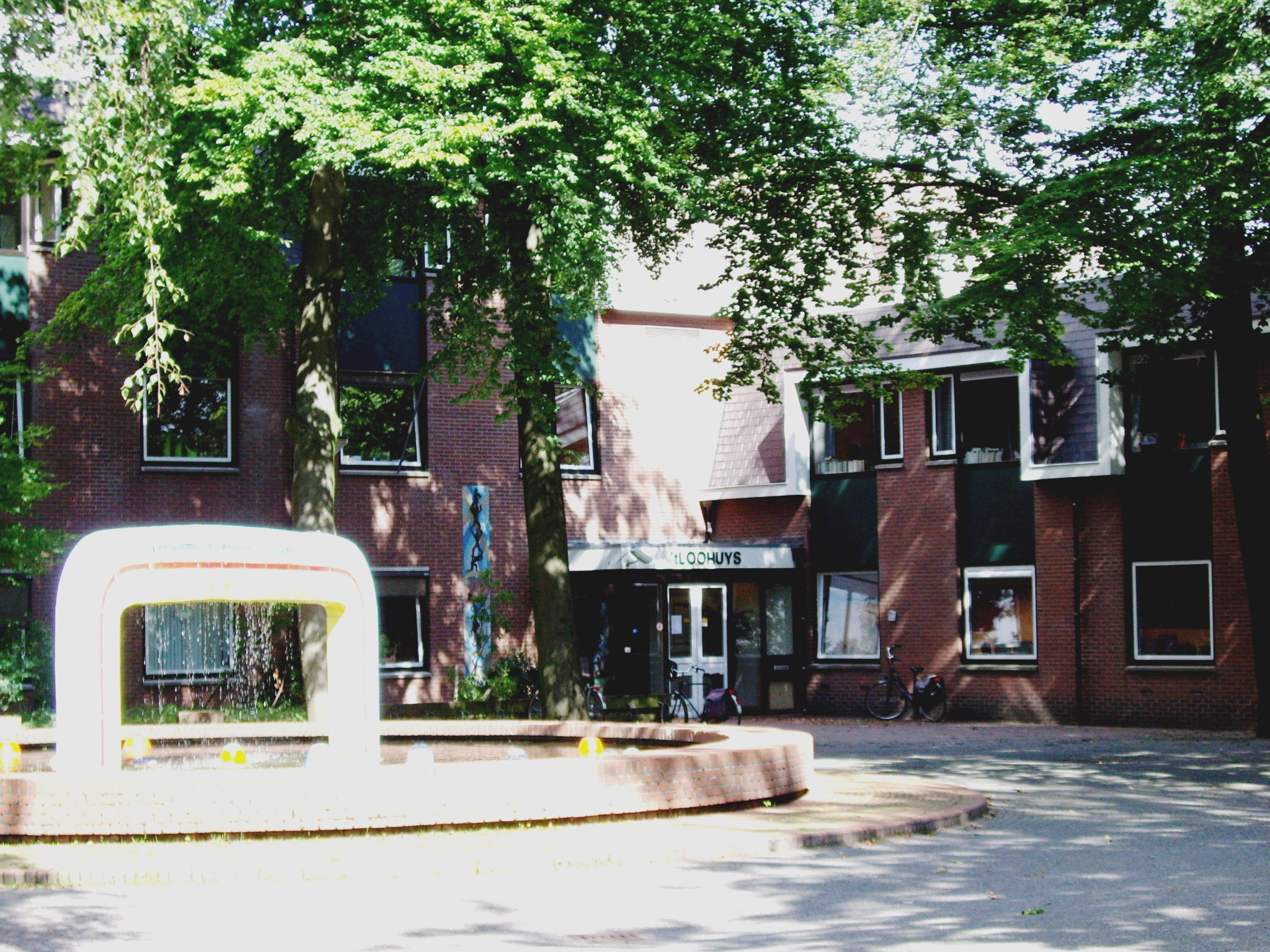
Brink met "Loohuys"

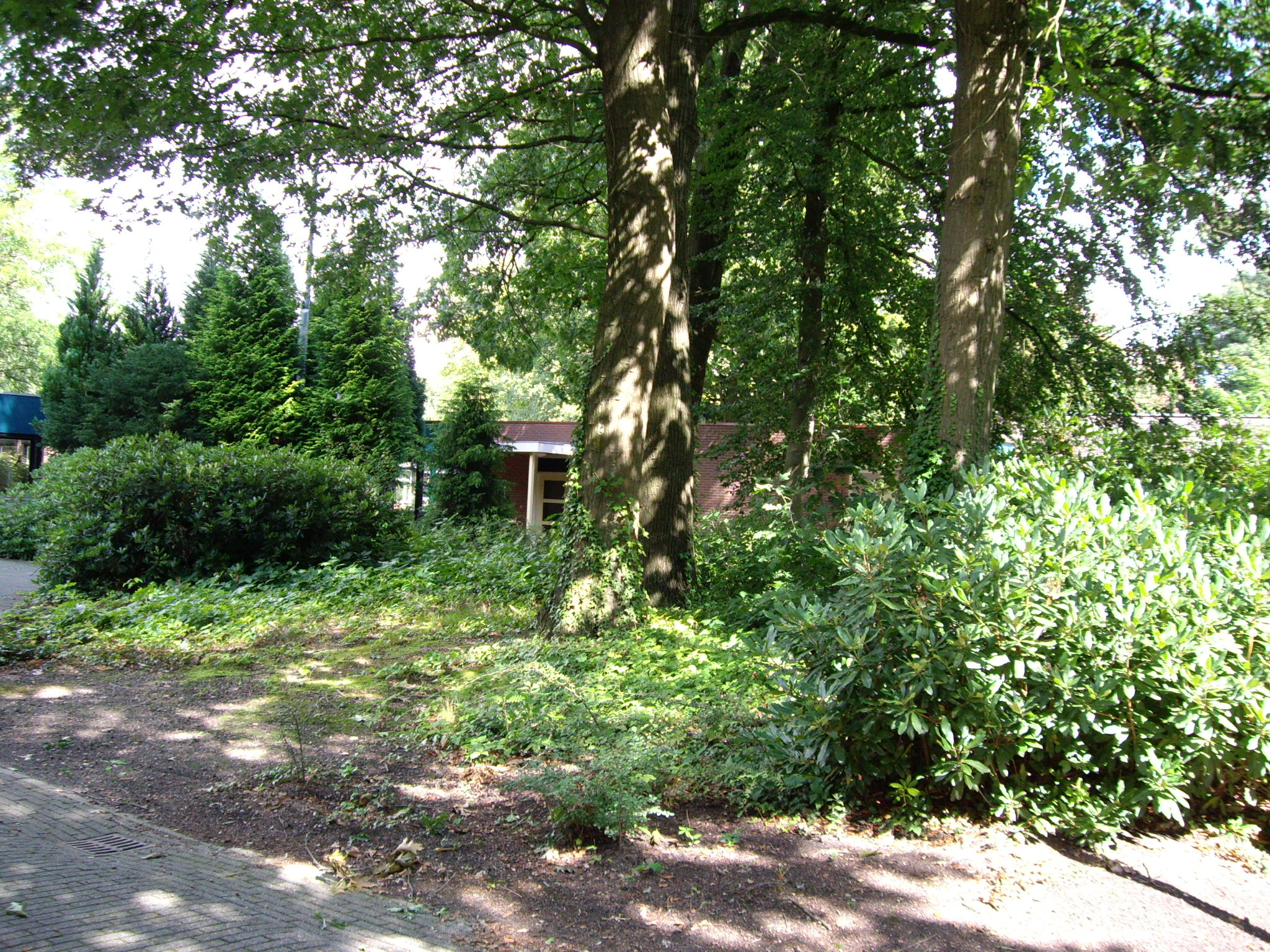
Bomen

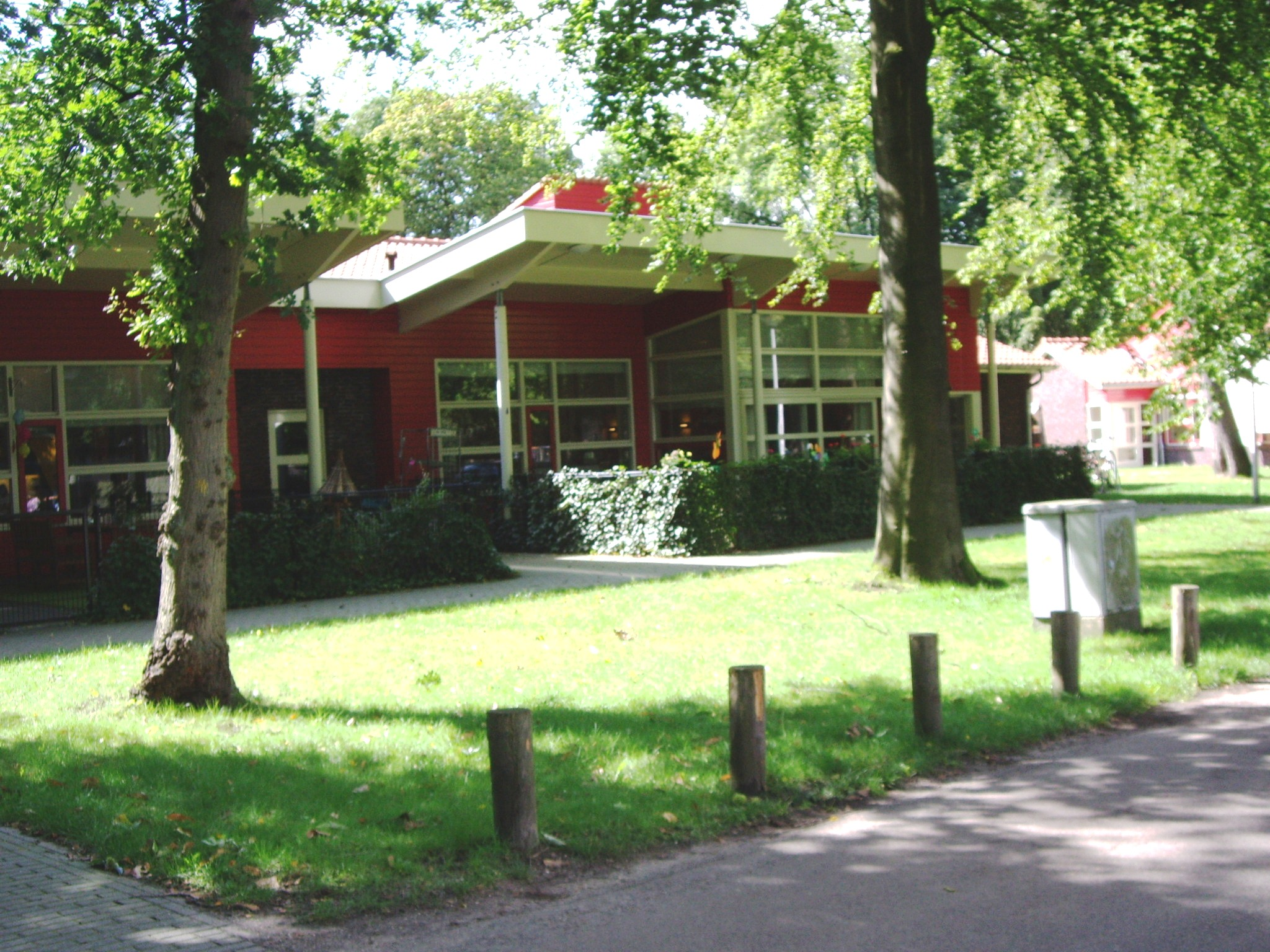
Ringlaan

Groot Schuylenburg, was een christelijk centrum voor mensen met een verstandelijke beperking in het gebouw van Het Apeldoornsche Bosch in Apeldoorn. Groot Schuylenburg maakte deel uit van 's Heeren Loo, de grootste aanbieder van gehandicaptenzorg in Nederland. De instelling is nu opgesplitst in regio's van 's Heeren Loo.

## Van 1952 tot nu
Groot Schuylenburg ging in 1952 van start in de leegstaande gebouwen van het voormalige Joodse verpleeghuis Het Apeldoornsche Bosch. Het initiatief lag bij de Vereniging 's Heeren Loo, een protestants christelijke vereniging die in Ermelo en Noordwijk al "inrichtingen voor geesteszwakken" exploiteerde.
De behoefte vanuit christelijke gezinnen om kinderen met een verstandelijk gehandicapt in een zorginstelling te doen opnemen was groot. Groot Schuylenburg nam in de eerste jaren in hoog tempo honderden kinderen op. Aan deze kinderen werd 24 uur per etmaal zorg verleend: de kinderen woonden op het terrein, gingen er naar school, recreëerden er (het jaarlijkse uitje uitgezonderd) en gingen er naar de dokter. Bezoek van familie was aan afspraken gebonden.
Het aantal bewoners lag door de jaren heen tussen de 700 en de 800.
Ongeveer vanaf 1980 werd Groot Schuylenburg, evenals andere soortgelijke instellingen, opener naar de buitenwereld. Ouders en familie werden bij de zorg betrokken. De eerste "sociowoningen" verrezen in de naastgelegen nieuwbouwwijk, waar kleine groepen voormalige bewoners "genormaliseerd" konden wonen, terwijl voor sommige bewoners werk buiten "de Stichting" werd gezocht.
Tegenwoordig wonen, werken en/of recreëren honderden cliënten buiten het terrein. Op het terrein verblijven voornamelijk nog mensen, die door hun bijkomende lichamelijke of psychische problemen minder op hun plaats zijn in de "gewone wijk".
Anderzijds levert het centrum dagopvang, thuiszorg, medische zorg, psychologische begeleiding en andere therapieën aan mensen die bij de ouders of in andere voorzieningen wonen.
Hoewel in de loop van de tijd natuurlijk bewoners zijn overleden of verhuisd, en tevens vele kinderen en volwassenen zijn opgenomen, wonen vele cliënten al sedert de jaren vijftig in een voorziening van Groot Schuylenburg. De gemiddelde leeftijd van de cliënten neemt jaarlijks toe.
Sedert 2003 is Groot Schuylenburg als naam niet meer in gebruik; er is sprake van enkele regio's binnen 's Heeren Loo, dat zich profileert als één organisatie met talloze 'regio's'.

## Het terrein
De hoofdlocatie, Schuylenburg geheten, ligt op het terrein van Het Apeldoornsche Bosch, gelegen tussen de Zutphensestraat en de Groene Voorwaarts.
De gebouwen van dit voormalige psychiatrische ziekenhuis werden vanaf 1952 in gebruik genomen als woning en school voor de bewoners en de intern wonende verpleegkundigen. Het "Ontspanningsgebouw" werd behalve voor ontspanning ook voor kerkdiensten gebruikt. De voormalige synagoge werd gymzaal.
Vanaf de jaren tachtig werden veel oude gebouwen afgebroken en vervangen door nieuwe paviljoenen. Hierbij werd getracht de monumentale bomen zo veel mogelijk te sparen, soms werd er letterlijk omheen gebouwd. In toenemende mate wordt er gebruikgemaakt van woningen en werkplekken (winkels bijvoorbeeld) buiten het terrein, terwijl de voorzieningen op het terrein, zoals de supermarkt zich richten op cliënten van buiten. Op het terrein staan nu nog enkele vooroorlogse gebouwen die bijna allemaal rijksmonument zijn. Opvallend zijn de talloze beeldhouwwerken uit de jaren negentig van Roemeense kunstenaars, die daar zijn verrezen als tegenprestatie voor de ondersteuning door Groot Schuylenburg van een gehandicaptenkliniek in Sighet Marmatiei, Roemenië.
Het terrein zal in de nabije toekomst onder de naam Parkbos Schuylenburg integraal deel uitmaken van de nieuwe Apeldoornse wijk Zonnehoeve, die op dit moment in aanbouw is. In 2009 kregen de paden en wegen van het instellingsterrein officiële straatnamen, die meestal herinneren aan de geschiedenis van het Apeldoornsche Bosch en soms aan Groot Schuylenburg.